# العصب الجهوية المغربية لكرة القدم
تنقسم الكرة المغربية إلى عدة عصب جهوية لكرة القدم تحت سلطة الجامعة الملكية المغربية لكرة القدم. وهي تندرج ضمن القسم الخامس في نظام دوري كرة القدم المغربية.

## التأسيس
في عام 1955 قبل الاستقلال بسنة أخذت الجامعة الملكية المغربية بزمام أمور العصبة الوطنية التي كانت آنذاك واحدة من ال 22 عصبة المنطوية تحت لواء جامعة الكرة الفرنسية في عهد الحماية الفرنسية. في السابع من يوليوز 1956 تأسست وبصفة رسمية الجامعة الملكية المغربية لكرة القدم، وانطلقت بعدها أول بطولة مغربية في الخامس عشر من شتنبر 1956، كما انتسبت للإتحاد الدولي لكرة القدم «فيفا» في نفس السنة. وهي عضو في الإتحإد الإفريقي «كاف» منذ سنة 1966.
في الحادي عشر من نونبر 1956 نظم أول جمع عام إذ عرف حضور ذوي الكفاءات العالية من مواطني المملكة ومن تحدوه رغبة في تحمل مسؤوليات الجامعة الجديدة، في هذا الجمع تم توزيع المهام والسلط ونص قوانين الجامعة وتحديد أعضائها ورئيسها كما تم تحديد جغرافية العصب الجهوية. من هذا تم تسجيل انخراط في أول موسم كروي 310 فريق كرة ضمت 6087 رخصة وموزعة على سبع عصب جهوية

## العصب الجهوية
| الشعار | العصبة الجهوية            | الرئيس              | الموقع الإلكتروني |
| ------ | ------------------------- | ------------------- | ----------------- |
|        | عصبة الشمال               | عبد اللطيف العافية  | الموقع الرسمي     |
|        | عصبة الشرق                | جمال كعواشي         | الموقع الرسمي     |
|        | عصبة الغرب                | حكيم دومو           | الموقع الرسمي     |
|        | عصبة الدار البيضاء الكبرى | محمد جودار          | الموقع الرسمي     |
|        | عصبة مكناس تافيلالت       | محمد عدال           | الموقع            |
|        | عصبة الوسط الشمالي        | محمد الرابحي        | الموقع            |
|        | عصبة تادلة                | محمد الشهبي         | الموقع الرسمي     |
|        | عصبة عبدة دكالة           | عبد الرحيم المقتريض | الموقع            |
|        | عصبة سوس                  | عبد الله ابوالقاسم  | الموقع الرسمي     |
|        | عصبة الجنوب               | مودني العلوي        | الموقع الرسمي     |
|        | عصبة الصحراء              | حسين بن عويس        | الموقع الرسمي     |

## وصلات خارجية
- الموقع الرسمي للجامعة الملكية المغربية
- البطولة كوم موقع مغربي يهتم بكل ما يتعلق بالكرة المغربية
- موقع جريدة المنتخب المغربية المتخصصة في أخبار الرياضة المغربية
- الموقع الرسمي للقناة الرياضية المغربية